# 趙綽 (大理少卿)
赵绰（540年左右—600年代），字士倬，隋朝大臣，河东人。他质直刚毅，恭谨恪勤。在北周为天官府史，授夏官府下士、内史中士、掌教中士。丞相杨坚以他为录事参军、掌朝大夫、仪同。隋朝建立后，隋文帝以他为大理丞、大理正、刑部侍郎。隋文帝有时不按律法，按自己的脾气下令加重刑罚。赵绰多次直谏，隋文帝虽然有时气急败坏，但最终能够听从，依法施行。赵绰在仁寿年间去世，时年六十三。隋文帝为之流涕，官宦吊祭，鸿胪监护丧事。有二子，赵元方、赵元袭。

## 事蹟
刑部侍郎辛亶，曾經穿紅色的褲子，因為世俗人為這樣有利於官運亨通，隋文帝覺得他是要蠱惑人心，將要殺他。趙綽說：「根據法律他不應當處死，臣下不敢奉行您的詔令。」隋文帝很生氣，問趙綽說：「你珍惜辛亶的生命卻不珍惜自己生命嗎？」命令左僕射高熲斬殺趙綽，趙綽說：「寧可陛下殺臣下，也不可以殺辛亶。」走到朝堂，脫下官服要處斬。皇上問趙綽說：「現在你想怎麼辦？」趙綽回答：「我一心執行法令，不惜生死。」皇上生氣的回去，一段時間後將他釋放。隔天，皇上向趙綽道歉，並慰勞嘉勉他，賜予他三百段綢緞。
當時隋文帝禁止使用劣質的銅製錢幣，有兩個人在市集以劣質錢幣兌換好的錢幣，將士執行任務時聽聞（並稟報皇上），皇上命令全部處以死刑。趙綽向皇上進諫：「此人應當以杖刑定罪，把他殺了是非法的。」皇上說：「這不關你的事」趙綽：「皇上認為臣下不愚昧不晦暗，所以讓我在司法部門工作，（今日）皇上想要隨意殺人，這怎麼不關臣下的事呢？」皇上說：「撼動不了大樹的人，應當退下。」趙綽回應：「臣下想要感召皇上之心，哪裡想要撼動大樹呢。」皇上再說：「吃羹的時候，覺得太熱就會把它放下來。天子的權威，你想觸犯嗎？」趙綽跪拜而更加前行，皇上大聲喝斥也不肯退下。於是皇上就（生氣的）回去宮殿。治書侍御史柳彧也向皇上勸諫，皇上才接受。
隋文帝因為趙綽有誠實正直之心，常常將他引入朝堂中（論事），有時遇到皇上跟皇后都在的時候，隋文帝仍對趙綽賜坐，評論得失。前前後後皇上對趙綽賞賜了萬次。之後趙綽升遷到開府，皇上賜他的父親為蔡州刺史。當時趙綽與河東的大理卿薛冑齊名為「平恕」（持平寬仁、公平正義）。雖然薛冑是審判以情，趙綽是以法裁判，但都是很稱職的。

## 評價
《隋書》評價趙綽是為國為民的忠臣、憂國忘身：
“趙綽之居大理，囹圄無冤，柳彧之處憲台，奸邪自肅。然不畏強禦，梁毗其有焉，邦之司直，行本、柳彧近之矣。裴肅朝不坐，宴不預，忠誠慷慨，犯忤龍鱗，固知嫠婦憂宗周之亡，處女悲太子之少，非徒語也。方諸前載，有閻纂之風焉。”
《北史》評價趙綽與當時多位清明正直、有才幹的官員一同輔佐朝廷，才有隋朝之盛：
“論曰：大廈之構，非一本之枝，帝王之功，非一士之略，長短殊用，大小異宜，鄶咨梲棟樑，莫可棄也。裴政、李諤、鮑宏、高構、榮毗、陸知命等，或文能道義，或才足幹時，識用顯於當年，故事留於台閣。參之有隋多士，取其開物成務，皆廊廟之榱桷，亦北辰之眾星也。趙綽居大理，囹圄無冤。柳彧之處憲台，奸邪自肅。然不畏禦，梁毗得之矣。邦之司直，柳彧近之矣。杜整以聲績著美，其有以取之乎！”